# Стів Джобс. Втрачене інтерв'ю
«Стів Джобс. Втрачене інтерв'ю» — кінофільм режисера Пола Сена, що вийшов на екрани в 2012 році.

## Зміст
У 1995 році під час зйомок телевізійної передачі про появу персонального комп'ютера журналіст і телеведучий Роберт Крінглі взяв інтерв'ю у Стіва Джобса. Під час інтерв'ю Джобс як завжди відзначався, був дотепний, говорив відверто і описував майбутнє комп'ютерних технологій гранично точно.
Коли передача вийшла в світ, виявилося, що тільки невелика частина інтерв'ю була використана, а повний запис розмови вважали втраченою. І тільки зовсім недавно режисер Пол Сен знайшов у своєму гаражі касету із записом безцінного інтерв'ю. Як не дивно, але великих відеоінтерв'ю зі Стівом Джобсом залишилося надзвичайно мало. Продюсери вирішили оцифрувати запис і подарувати незліченним шанувальникам Джобса можливість знову побачити і почути цію унікальну людину.

## Ролі
| Актор             | Роль |
| ----------------- | ---- |
| Стів Джобс        | -    |
| Роберт І. Крінглі | -    |

## Знімальна група
- Режисер — Пол Сен
- Сценарист — Роберт І. Крінглі
- Продюсер — Джон Гау, Стівен Сегальер, Пол Сен